# Ngampal
Ngampal is een bestuurslaag in het regentschap Bojonegoro van de provincie Oost-Java, Indonesië. Ngampal telt 3341 inwoners (volkstelling 2010).